# Saint-Usage (Aube)
 Saint-Usage  es una población y comuna francesa, en la región de Champaña-Ardenas, departamento de Aube, en el distrito de Troyes y cantón de Essoyes.

## Demografía
| 122 | 110 | 110 | 98 | 86 | 88 |
| Para los censos de 1962 a 1999 la población legal corresponde a la población sin duplicidades (Fuente: INSEE [Consultar]) |     |     |    |    |    |